# Manuel Andrés Casaus
Manuel Andrés Casaús (Elizondo, ¿1892? - San Sebastián, 10 de septiembre de 1934) fue un político y periodista español que ocupó cargos políticos en el periodo de la Segunda República. Director general de Seguridad en 1933, fue asesinado en San Sebastián por pistoleros desconocidos el día siguiente de la muerte de Manuel Carrión Damborenea, también en la capital guipuzcoana. 

## Biografía
Periodista navarro nacido en Elizondo, reside desde 1914 en San Sebastián, donde trabajó en la Redacción de El Pueblo Vasco hasta que fundó, en 1920, el vespertino La Prensa, del que fue director. Durante la Dictadura de Primo de Rivera fue un decidido activista republicano, llegando a entablar amistad con Manuel Azaña. 
Participó durante la fallida sublevación republicana de diciembre de 1930 en San Sebastián. 
Tras la instauración de la Segunda República Española, fue nombrado gobernador civil de varias provincias, como en Navarra (1931). Siendo gobernador allí, en 1932 derrochó diligencia y celo republicano para cortar de raíz las intentonas carlistas antirrepublicanas. No así ante «la camarilla izquierdista de Pamplona de la cual opinaba «que eran unos burros y que trataban en todo momento de imponerse a la autoridad». También fue el responsable del cierre directo de la Basílica de Javier el 2 de febrero de 1932, tras la expulsión de los jesuitas, haciendo caso omiso de entregar las llaves a las autoridades eclesiásticas, tal como estaba contemplando en el decreto.
En marzo de 1933 fue nombrado director general de Seguridad, cargo que ocupó hasta septiembre de ese mismo año.

## Muerte
El 10 de septiembre de 1934 Casaús fue asesinado en San Sebastián por pistoleros desconocidos, aunque en el año 2023 se publicaron nuevos documentos que relacionan a Jose Antonio Primo de Rivera con este atentado,  presumiblemente en venganza por la muerte el día anterior de Manuel Carrión Damborenea, empresario y líder local de la Falange en la capital guipuzcoana. El propio Manuel Azaña asistió a su entierro.